# Molophilus (Molophilus) dizygus
Molophilus (Molophilus) dizygus is een tweevleugelige uit de familie steltmuggen (Limoniidae). De soort komt voor in het Neotropisch gebied.